# 人魚塚 (上越市)
人魚塚（にんぎょづか）は、新潟県上越市大潟区雁子浜にある比翼塚。人魚とは直接関係はない。

## 伝説
雁子浜の住吉神社（明神様）が、まだ袴形という所にあったころのお話。住吉神社の常夜灯を目印に、佐渡島から毎晩本土にわたってくる女性がいた。雁子の若者と逢引きするために…。ところが、若者には婚約者がいた。ある晩、二人暮らしの母親が「今晩一晩ぐらい家にいたっていいだろう。婚約者と話でもしたらどうだ」と引き止めたので、その日は佐渡の女性に逢わず、常夜灯もともさなかった。
その翌朝。佐渡の女性の水死体が明神様近くの浜に漂着した。雁子の若者は冥土でお詫びをしようと海に身を投げた。村の人たちは常夜灯の近くに二人を埋葬して、一基の比翼塚をつくり、地蔵尊像を安置した。明治41年（1908年）、明神様は崩山に移されたが、いつしかこの比翼塚のことを人魚塚と呼ぶようになった。なお、『越後佐渡の伝説』に、彼女の死体が海岸に流れ着いたとき「長い髪が波に揺れ、まるで人魚のようだった」という記述がある。
寿々木米若の浪曲「佐渡情話」は、この伝説がもとになって生まれた。また、小川未明の小説「赤いろうそくと人魚」にも影響を与えた。
2024年、地元の上越市の雁子浜町内会によって訪れやすいよう石碑が移設され、新たに案内板が整備された。